# Дурания
Дурания (исп. Durania) — город и муниципалитет в северо-восточной части Колумбии, на территории департамента Северный Сантандер. Входит в состав Юго-Восточного субрегиона.

## История
Поселение, из которого позднее вырос город, было основано 1 апреля 1890 года. Муниципалитет Дурания был выделен в отдельную административную единицу в 1911 году.

## Географическое положение

Муниципалитет Дурания

Город расположен в центральной части департамента, в горной местности Восточной Кордильеры, на расстоянии приблизительно 22 километров к юго-западу от города Кукута, административного центра департамента. Абсолютная высота — 961 метр над уровнем моря.
Муниципалитет Дурания граничит на северо-востоке с территорией муниципалитета Сан-Каетано, на востоке и юго-востоке — с муниципалитетом Бочалема, на юго-западе — с муниципалитетом Арболедас, на западе — с муниципалитетом Саласар-де-Лас-Пальмас, на северо-западе — с муниципалитетом Сантьяго. Площадь муниципалитета составляет 177,4 км².

## Население
По данным Национального административного департамента статистики Колумбии, совокупная численность населения города и муниципалитета в 2015 году составляла 3768 человек.
Динамика численности населения муниципалитета по годам:
| 2005 | 2006 | 2007 | 2008 | 2009 | 2010 | 2011 | 2012 | 2013 | 2014 | 2015 |
| ---- | ---- | ---- | ---- | ---- | ---- | ---- | ---- | ---- | ---- | ---- |
| 4289 | 4221 | 4157 | 4097 | 4040 | 3986 | 3935 | 3889 | 3845 | 3805 | 3768 |

Согласно данным переписи 2005 года мужчины составляли 53,9 % от населения Дурании, женщины — соответственно 46,1 %. В расовом отношении белые и метисы составляли 99 % от населения города; негры, мулаты и райсальцы — 0,9 %; индейцы — 0,1 %.
Уровень грамотности среди всего населения составлял 84,6 %.

## Экономика
67,8 % от общего числа городских и муниципальных предприятий составляют предприятия торговой сферы, 19 % — предприятия сферы обслуживания, 12,1 % — промышленные предприятия, 1,1 % — предприятия иных отраслей экономики.